# Claude-François Devosge
Claude François Devosge fue un escultor y arquitecto francés, nacido el año 1697 en Gray y fallecido el 5 de diciembre de 1777 en Dijon.

## Datos biográficos
La familia de Claude François Devosge estuvo nutrida den numerosos artistas:
- su padre, Claude François Devosges, fue grabado sobre madera, (1675 en Chambéry - 1726 en Gray) ;
- su hermano, Michel Devoges, fue escultor (1711 en Gray - 1800) ;
- otro hermano, Philippe Devosge, fue escultor en Gray ;
- su hijo, François Devosge (1732-1811) (fr) fue pintor.

## Obras
Fue maestro de obras de la iglesia de Igny en Alto Saona.